# Musikjahr 1973
Liste der Musikjahre

◄◄ | ◄ | 1969 | 1970 | 1971 | 1972 | Musikjahr 1973 | 1974 | 1975 | 1976 | 1977 | ► | ►►

Weitere Ereignisse · Country-Musik
Dieser Artikel behandelt das Musikjahr 1973.

## Ereignisse

### Populäre Musik und Jazz
- 14. Januar: Elvis Presley schreibt Musik- und Fernsehgeschichte. Aloha from Hawaii ist das erste Konzert, das weltweit live via Satellit übertragen wird. Mehr als eine Milliarde Menschen verfolgen dieses Ereignis mit.
- 01. März: Pink Floyd veröffentlichen mit The Dark Side of the Moon eines der meistverkauften Musikalben.
- 26. März: Die schwedische Pop-Gruppe ABBA veröffentlicht ihr Debütalbum Ring Ring.
- 07. April: Anne-Marie David gewinnt in Luxemburg mit dem Lied Tu te reconnaitras für Luxemburg die 18. Auflage des Eurovision Song Contest.
- 25. Mai: Das Debütalbum von Mike Oldfield Tubular Bells erscheint.
- 11. August: Geburtsstunde des Hip-Hops anlässlich einer Geburtstagsparty für Kool DJ Hercs Schwester in der Bronx, New York City.
- 19. September: Die britischen Progressive-Rock-Band Genesis startet in Paris ihre Selling England by the Pound Tour. Nach insgesamt 113 Konzerten durch Europa und Nordamerika endet die Tour am 6. Mai 1974 in New York City.
- 28. September: Die britische Rockband Genesis veröffentlicht das Album Selling England by the Pound.
- 05. Oktober: Das siebte Studioalbum Goodbye Yellow Brick Road des britischen Musikers Elton John wird veröffentlicht.
- 16. November: Die britische Progressive-Rock-Band Yes startet in Bournemouth ihre Tales from Topographic Oceans Tour.
- 05. Dezember: Das Lied Band on the Run von Paul McCartney wird am 5. Dezember in den USA veröffentlicht. Die Veröffentlichung in Großbritannien erfolgt am 7. Dezember.
- 31. Dezember: Nach ihrer Gründung im November 1973 hat die australische Hard-Rock-Band AC/DC ihren ersten Auftritt in einem Club in Sydney.
- Burnin’ von Bob Marley and the Wailers (letztes Album mit den ursprünglichen Wailers) erscheint.
- Gründung der Rockgruppe „Wicked Lester“, die 1974 in die bekannte Band Kiss umbenannt wird.

### Klassische Musik, Tanz und Musiktheater
- 19. Januar: In Lausanne beginnt der erste Wettbewerb junger Tänzer um den Prix de Lausanne.
- 16. Juni: Frank N. Furter und Rocky Horror treten zum ersten Mal bei der Premiere der Rocky Horror Show, einem Musical von Richard O’Brien, im The Royal Court Theatre Upstairs in London auf.

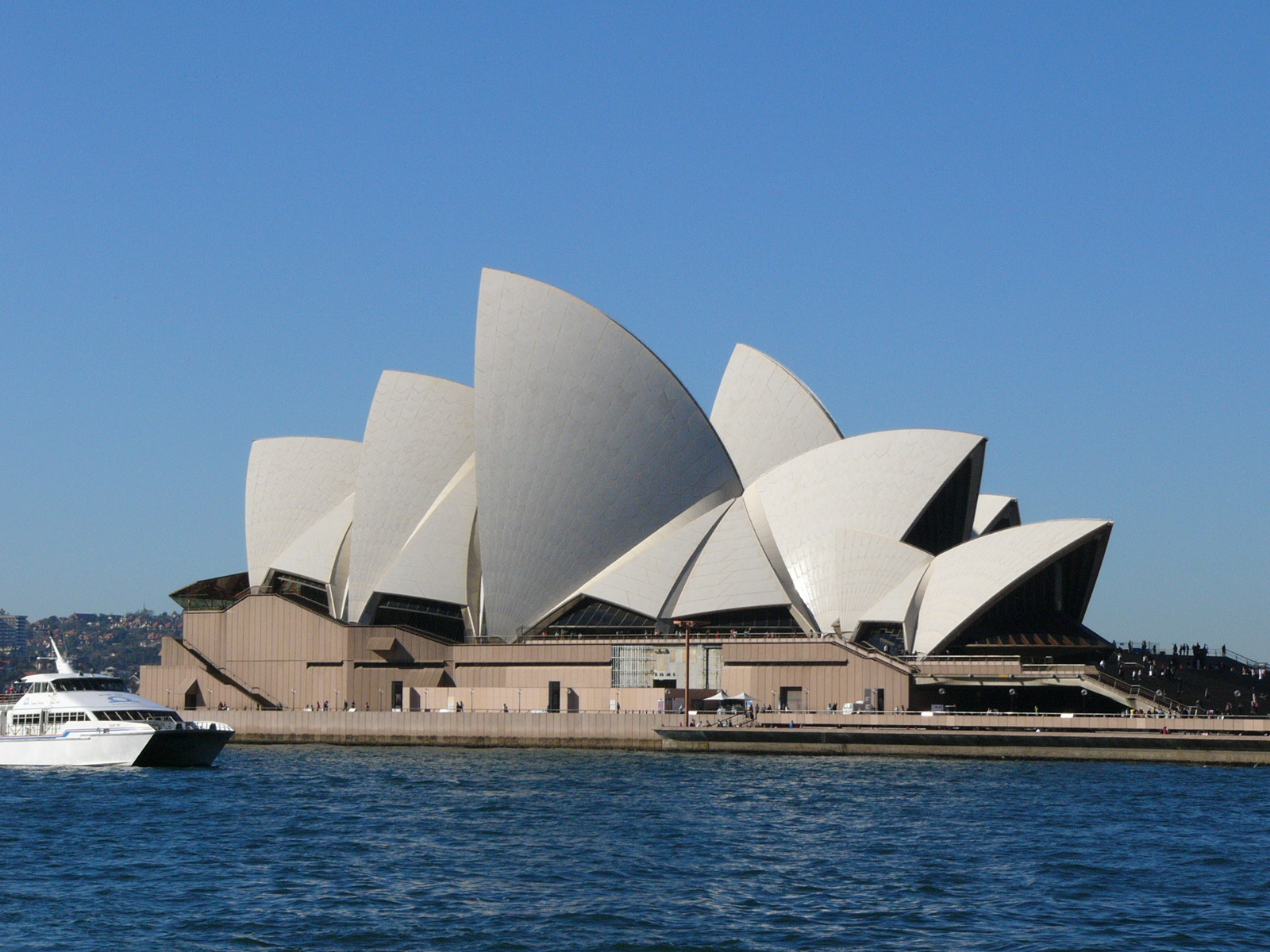
Sydney Opera House

- 15. September: Die Uraufführung der Oper Yvonne, Prinzessin von Burgund von Boris Blacher findet in Wuppertal statt.
- 20. Oktober: Königin Elisabeth II. eröffnet das Opernhaus von Sydney. Die Eröffnung, bei der Beethovens 9. Sinfonie zur Aufführung gebracht wird, wird live im Fernsehen übertragen und mit einem großen Feuerwerk gefeiert.
- 13. November: Das Musical Gigi von Frederick Loewe und Alan Jay Lerner wird im Uris Theatre in New York City uraufgeführt.

### Film
- 14. März: In den USA startet der Musicalfilm Lost Horizon (deutsch: Der verlorene Horizont), der zu den größten Flops der Kino-Geschichte zählt. In Deutschland kommt der Film am 14. September in die Kinos.

## Musikcharts

### Deutschland
| Singles                                            | Position | Alben                                 |
| -------------------------------------------------- | -------- | ------------------------------------- |
|                                                    |          |                                       |
| Goodbye, My Love, Goodbye Demis Roussos            | 1        | Seine grossen Erfolge 3 Heino         |
| Get down Gilbert O’Sullivan                        | 2        | Made In Japan Deep Purple             |
| Dreams are Ten a Penny (Jenny Jenny) Kincade       | 3        | Back to Front Gilbert O’Sullivan      |
| Flying Through the Air Guido & Maurizio De Angelis | 4        | Ekseption 5 Ekseption                 |
| Der Junge mit der Mundharmonika Bernd Clüver       | 5        | Non Stop Dancing 1973 James Last      |
| Mama Loo The Les Humphries Singers                 | 6        | The Dark Side of the Moon Pink Floyd  |
| Ich wünsch’ mir ’ne kleine Miezekatze Wum          | 7        | Sing mit James Last                   |
| Bianca Freddy Breck                                | 8        | Mama Loo The Les Humphries Singers    |
| Can the Can Suzi Quatro                            | 9        | Mein Achtel Lorbeerblatt Reinhard Mey |
| The Free Electric Band Albert Hammond              | 10       | Mexico The Les Humphries Singers      |

Die längsten Nummer-eins-Singles
Lieder, die die meiste Zeit während eines anderen Jahres auf Platz 1 der Charts verbrachten, werden hier nicht aufgeführt.
1. Gilbert O’Sullivan – Get Down (10 Wochen)
2. Wums Gesang – Ich wünsch’ mir ’ne kleine Miezekatze; Suzi Quatro – Can the Can (jeweils 8 Wochen)
3. Lobo – I’d Love You to Want Me (7 Wochen)

Die längsten Nummer-eins-Alben
Alben, die die meiste Zeit während eines anderen Jahres auf Platz 1 der Charts verbrachten, werden hier nicht aufgeführt.
1. Kurt Edelhagen – Olympia Parade; James Last – Sing mit; James Last – Non Stop Dancing 73/2; Verschiedene Interpreten – Stars und Hits für das Rote Kreuz 73/74 (jeweils 2 Monate)

Alle weiteren Alben waren einen Monat auf Platz 1 gelistet.
Alle Nummer-eins-Hits und die Hits des Jahres

### Österreich
| Singles                                      | Position | Alben                                     |
| -------------------------------------------- | -------- | ----------------------------------------- |
|                                              |          |                                           |
| Der Junge mit der Mundharmonika Bernd Clüver | 1        | The Dark Side of the Moon Pink Floyd      |
| Ich hab’ die Liebe geseh’n Vicky Leandros    | 2        | 1962–1966 The Beatles                     |
| Ay no digas Chris Montez and Raza            | 3        | 1967–1970 The Beatles                     |
| Ginny Come Lately Albert West                | 4        | Mexico the Les Humphries Singers          |
| Goodbye, My Love, Goodbye Demis Roussos      | 5        | Who Do We Think We Are Deep Purple        |
| Mama Loo The Les Humphries Singers           | 6        | Made In Japan Deep Purple                 |
| Himalaya Charles Jérôme                      | 7        | Ein Abend auf der Heidi Klaus und Ferdl   |
| Mexico Les Humphries Singers                 | 8        | Mama Loo Les Humphries Singers            |
| Ein Abend auf der Heidi Klaus und Ferdl      | 9        | Alle Menschen san ma zwider Kurt Sowinetz |
| Block Buster The Sweet                       | 10       | P.A. Peter Alexander                      |

Die längsten Nummer-eins-Singles
Lieder, die die meiste Zeit während eines anderen Jahres auf Platz 1 der Charts verbrachten, werden hier nicht aufgeführt.
1. Albert West – Ginny Come Lately (13 Wochen)
2. Chris Montez and Raza – Ay no digas (9 Wochen)
3. Les Humphries Singers – Mexico; Les Humphries Singers – Mama Loo (jeweils 8 Wochen)

Die längsten Nummer-eins-Alben
Alben, die die meiste Zeit während eines anderen Jahres auf Platz 1 der Charts verbrachten, werden hier nicht aufgeführt.
1. The Beatles – 1962–1966 (15 Wochen)
2. Pink Floyd – The Dark Side of the Moon (13 Wochen)
3. Les Humphries Singers – Mexico (8 Wochen)

Alle Nummer-eins-Hits und die Hits des Jahres

### Schweiz
| Position | Singles                                                  |
| -------- | -------------------------------------------------------- |
|          |                                                          |
| 1        | Goodbye, My Love, Goodbye Demis Roussos                  |
| 2        | Angie The Rolling Stones                                 |
| 3        | Der Junge mit der Mundharmonika Bernd Clüver             |
| 4        | Can the Can Suzi Quatro                                  |
| 5        | Get Down Gilbert O’Sullivan                              |
| 6        | Mama Loo The Les Humphries Singers                       |
| 7        | Crocodile Rock Elton John                                |
| 8        | Ich fange nie mehr was an einem Sonntag an Monica Morell |
| 9        | Die Bouzouki klang durch die Sommernacht Vicky Leandros  |
| 10       | 48 Crash Suzi Quatro                                     |

Die längsten Nummer-eins-Singles
Lieder, die die meiste Zeit während eines anderen Jahres auf Platz 1 der Charts verbrachten, werden hier nicht aufgeführt.
1. Demis Roussos – Goodbye, My Love, Goodbye (13 Wochen)
2. Bernd Clüver – Der Junge mit der Mundharmonika (7 Wochen)
3. Suzi Quatro – Can the Can; Lobo – I’d Love You to Want Me (jeweils 6 Wochen)

Alle Nummer-eins-Hits und die Hits des Jahres

### Vereinigtes Königreich
| Singles                                         | Position | Alben                                                 |
| ----------------------------------------------- | -------- | ----------------------------------------------------- |
|                                                 |          |                                                       |
| Tie a Yellow Ribbon Round the Ole Oak Tree Dawn | 1        | Don’t Shoot Me I’m Only the Piano Player Elton John   |
| Eye Level Simon Park Orchestra                  | 2        | Aladdin Sane David Bowie                              |
| Welcome Home Peters & Lee                       | 3        | Simon and Garfunkel’s Greatest Hits Simon & Garfunkel |
| Block Buster! The Sweet                         | 4        | We Can Make It Peters & Lee                           |
| Cum On Feel the Noize Slade                     | 5        | The Beatles 1967–1970 The Beatles                     |
| I Love You Love Me Love Gary Glitter            | 6        | The Dark Side of the Moon Pink Floyd                  |
| See My Baby Jive Wizzard                        | 7        | Back to Front Gilbert O’Sullivan                      |
| I’m the Leader of the Gang (I Am) Gary Glitter  | 8        | Hunky Dory David Bowie                                |
| The Twelfth of Never Donny Osmond               | 9        | The Beatles 1962–1966 The Beatles                     |
| Daydreamer / The Puppy Song David Cassidy       | 10       | And I Love You So Perry Como                          |

Die längsten Nummer-eins-Singles
Lieder, die die meiste Zeit während eines anderen Jahres auf Platz 1 der Charts verbrachten, werden hier nicht aufgeführt.
1. The Sweet – Block Buster (5 Wochen)
2. Slade – Cum On Feel the Noize; Dawn – Tie a Yellow Ribbon Round the Ole Oak Tree; Wizzard – See My Baby Jive; Gary Glitter – I’m the Leader of the Gang (I Am); Donny Osmond – Young Love; Simon Park Orchestra – Eye Level; Gary Glitter – I Love You Love Me Love (jeweils 4 Wochen)
3. Jimmy Osmond – Long Haired Lover from Liverpool; Slade – Skweeze Me, Pleeze Me; David Cassidy – Daydreamer / The Puppy Song (jeweils 3 Wochen)

Die längsten Nummer-eins-Alben
Alben, die die meiste Zeit während eines anderen Jahres auf Platz 1 der Charts verbrachten, werden hier nicht aufgeführt.
1. (Soundtrack) – That’ll Be the Day (7 Wochen)
2. Elton John – Don’t Shoot Me I’m Only the Piano Player (6 Wochen)
3. David Bowie – Aladdin Sane; David Bowie – Pinups (jeweils 5 Wochen)

Alle Nummer-eins-Hits und die Hits des Jahres

### Vereinigte Staaten
Die längsten Nummer-eins-Singles
Lieder, die die meiste Zeit während eines anderen Jahres auf Platz 1 der Charts verbrachten, werden hier nicht aufgeführt.
1. Roberta Flack – Killing Me Softly with His Song (5 Wochen)
2. Dawn feat. Tony Orlando – Tie a Yellow Ribbon Round the Ole Oak Tree; Paul McCartney & Wings – My Love (jeweils 4 Wochen)
3. Carly Simon – You’re So Vain; Elton John – Crocodile Rock (jeweils 3 Wochen)

Die längsten Nummer-eins-Alben
Alben, die die meiste Zeit während eines anderen Jahres auf Platz 1 der Charts verbrachten, werden hier nicht aufgeführt.
1. Elton John – Goodbye Yellow Brick Road (7 Wochen)
2. Carly Simon – No Secrets; George Harrison – Living in the Material World; Chicago – Chicago VI; The Allman Brothers Band – Brothers and Sisters (jeweils 5 Wochen)
3. The Rolling Stones – Goats Head Soup (4 Wochen)

Alle Nummer-eins-Hits und die Hits des Jahres

### Charts in weiteren Ländern
Siehe auch: Nummer-eins-Hits 1973 in  Australien, Belgien, Deutschland, Finnland, Frankreich, Irland, Italien, Japan, Kanada, Neuseeland, den Niederlanden, Norwegen, Österreich, der Schweiz, Spanien, den Vereinigten Staaten und im Vereinigten Königreich.

## Musikpreise und Ehrungen

### Musikwettbewerbe
Eurovision Song Contest
1. Anne-Marie David: Tu te reconnaîtras
2. Mocedades: Eres tú
3. Cliff Richard: Power to All Our Friends
4. Ilanit: Ey sham
5. Nova: You’re Summer – You Never Tell Me No

## Gründungen
- AC/DC – australische Hard-Rock-Band
- Bedemon – US-amerikanische Proto-Doom-Band
- Chorschule Gropiusstadt – Chorschule der Musikschule Paul Hindemith Neukölln
- Harlem Blues and Jazz Band – US-amerikanisches Ensemble des traditionellen Jazz
- Malicorne – französische Folk- bzw. Folk-Rock-Band
- Zauberberg – Münchener Soul-Rock-Band

## Neuveröffentlichungen (Auswahl)

### Lieder und Kompositionen
| Lied                                     | Text                                                                    | Musik                                                                   | Erstinterpret              | Label                           | Veröffentlichung | Genre                   | Album                         | Weitere Informationen                                                                                  |
| ---------------------------------------- | ----------------------------------------------------------------------- | ----------------------------------------------------------------------- | -------------------------- | ------------------------------- | ---------------- | ----------------------- | ----------------------------- | --- |
| Boogie Woogie Waltz                      |                                                                         | Joe Zawinul                                                             | Weather Report             | Columbia Records                | 1973             | Jazz Rock               | Sweetnighter                  | |
| Can the Can                              | Mike Chapman, Nicky Chinn                                               | Mike Chapman, Nicky Chinn                                               | Suzi Quatro                | RAK Records                     | 27. April 1973   | Glam-Rock, Hard-Rock    | Suzi Quatro / Can the Can     | |
| Dancing with the Moonlit Knight          | Tony Banks, Phil Collins, Peter Gabriel, Steve Hackett, Mike Rutherford | Tony Banks, Phil Collins, Peter Gabriel, Steve Hackett, Mike Rutherford | Genesis                    | Charisma Records                | 5. Oktober 1973  | Progressive Rock        | Selling England by the Pound  | |
| Die Bouzouki klang durch die Sommernacht | Ralf Arnie, Leo Leandros, Klaus Munro                                   | Ralf Arnie, Leo Leandros, Klaus Munro                                   | Vicky Leandros             | Philips                         | März 1973        | Schlager                | Meine Freunde sind die Träume | |
| Goodbye, My Love, Goodbye                | Mario Panas, Klaus Munro                                                | Mario Panas, Klaus Munro                                                | Demis Roussos              | Philips                         | Februar 1973     | Pop, Schlager           | Forever and Ever              | |
| I Shot the Sheriff                       | Bob Marley                                                              | Bob Marley                                                              | Bob Marley and The Wailers | Tuff Gong/Island Records        | November 1973    | Reggae                  | Burnin’                       | |
| Jessica                                  |                                                                         | Dickey Betts                                                            | The Allman Brothers Band   |                                 | Dezember 1973    | Rock                    |                               | |
| Mind Games                               | John Lennon                                                             | John Lennon                                                             | John Lennon                | Apple Records, EMI Group        | 29. Oktober 1973 | Pop                     | Mind Games                    | |
| Nineteen Hundred and Eighty Five         | Paul McCartney und Linda McCartney                                      | Paul McCartney und Linda McCartney                                      | Paul McCartney & Wings     | Apple/EMI/Universal Music       | Dezember 1973    | Pop                     | Band on the Run               | |
| Stratus                                  |                                                                         | Billy Cobham                                                            | Billy Cobham               | Atlantic Records                | 1973             | Fusion, Jazz-Rock, Funk | Spectrum                      | |
| The Free Electric Band                   | Albert Hammond, Mike Hazlewood                                          | Albert Hammond, Mike Hazlewood                                          | Albert Hammond             | Mums Records (Columbia Records) | April 1973       | Pop-Rock, Softrock      | The Free Electric Band        | |
| Wir haben Gottes Spuren festgestellt     | Michel Scouarnec und Jo Akepsimas                                       | Michel Scouarnec und Jo Akepsimas                                       |                            |                                 | 1973             | Neues Geistliches Lied  |                               | In der Perikopenordnung der evangelischen Kirche ist es das Wochenlied zum 12. Sonntag nach Trinitatis |

### Alben
| Album                                              | Interpret                  | Label                                    | Veröffentlichung   | Genre                                          | Weitere Informationen |
| -------------------------------------------------- | -------------------------- | ---------------------------------------- | ------------------ | ---------------------------------------------- | --------------------- |
| (Pronounced ’Lĕh-’nérd ’Skin-’nérd)                | Lynyrd Skynyrd             | MCA Records                              | 13. August 1973    | Southern Rock                                  |                       |
| A Passion Play                                     | Jethro Tull                | Chrysalis Records                        | 13. Juli 1973      | Progressive Rock                               |                       |
| Aladdin Sane                                       | David Bowie                | RCA Records                              | 13. April 1973     | Glamrock, Artrock                              |                       |
| Astro Black                                        | Sun Ra                     | Impulse! Records                         | 1973               | Jazz                                           |                       |
| Bap-Tizum                                          | Art Ensemble of Chicago    | Atlantic Records                         | 1973               | Jazz                                           |                       |
| Charles Mingus and Friends in Concert              | Charles Mingus             | Columbia Records                         | 1973               | Jazz                                           |                       |
| Desperado                                          | Eagles                     | Asylum Records                           | 17. April 1973     | Country-Rock                                   |                       |
| Duo Exchange                                       | Rashied Ali und Frank Lowe | Survival Records                         | 1973               | Jazz                                           |                       |
| Eigenheiten                                        | Wolfgang Ambros            | Bacillus Records                         | November 1973      | Pop-Rock                                       |                       |
| Future Days                                        | Can                        |                                          | 1. August 1973     | Rock                                           |                       |
| Goats Head Soup                                    | The Rolling Stones         | Virgin Records                           | 31. August 1973    | Rock                                           |                       |
| Greetings from Asbury Park, N.J.                   | Bruce Springsteen          | Columbia Records                         | 5. Januar 1973     | Rock, Folk-Rock                                |                       |
| Head Hunters                                       | Herbie Hancock             | Columbia Records                         | 13. Oktober 1973   | Fusion, Jazzfunk                               |                       |
| Hello!                                             | Status Quo                 | Vertigo Records (UK), A&M Records (US)   | 28. September 1973 | Hardrock                                       |                       |
| Houses of the Holy                                 | Led Zeppelin               | Atlantic Records                         | 28. März 1973      | Hard Rock                                      |                       |
| Izipho Zam (My Gifts)                              | Pharoah Sanders            | Strata-East Records                      | 1973               | Jazz                                           |                       |
| Java Java Java Java                                | Impact All Stars           | Impact! / 17. North Parade               | 1973               | Reggae, Dub                                    |                       |
| Live in Europe                                     | CCR                        | Fantasy Records                          | 16. Oktober 1973   | Rock, Swamp Rock                               | Livealbum             |
| Live in Paris at the Gibus                         | Sun Ra                     | Atlantic Records                         | 1973               | Jazz                                           |                       |
| Loud ’n’ Proud                                     | Nazareth                   | Mooncrest Records (UK), A&M Records (US) | 9. November 1973   | Hard Rock                                      |                       |
| Mingus Moves                                       | Charles Mingus             | Atlantic Records                         | 1973               | Jazz                                           |                       |
| Music for People, Birds, Butterflies and Mosquitos | The Jimmy Giuffre 3        | Choice, Candid Records                   | 1973               | Jazz                                           |                       |
| Penguin                                            | Fleetwood Mac              | Reprise Records                          | März 1973          | Rock, Softrock                                 |                       |
| Pinups                                             | David Bowie                | RCA Records                              | 19. Oktober 1973   | Glamrock, Protopunk                            |                       |
| Quadrophenia                                       | The Who                    | Polydor, MCA Records                     | 26. Oktober 1973   | Hardrock, Artrock                              |                       |
| Queen                                              | Queen                      | EMI/Parlophone                           | 13. Juli 1973      | Rock                                           |                       |
| Razamanaz                                          | Nazareth                   | Mooncrest Records (UK), A&M Records (US) | 5. Mai 1973        | Hard Rock                                      |                       |
| Ring Ring                                          | ABBA                       | Polar Music, Universal International     | 26. März 1973      | Pop                                            | Debütalbum            |
| Sabbath Bloody Sabbath                             | Black Sabbath              | Vertigo Records                          | 1. Dezember 1973   | Heavy Metal                                    |                       |
| Solo Concerts Bremen/Lausanne                      | Keith Jarrett              | ECM Records                              | 1973               | Jazz                                           |                       |
| Space Is the Place                                 | Sun Ra                     | Blue Thumb                               | 1973               | Jazz                                           |                       |
| Space Ritual                                       | Hawkwind                   | Liberty Records, United Artists          | 11. Mai 1973       | Space Rock, Psychedelic Rock, Progressive Rock | Livealbum             |
| Spectrum                                           | Billy Cobham               | Atlantic Records                         | 1973               | Jazz                                           |                       |
| Sweet Freedom                                      | Uriah Heep                 | Bronze Records                           | September 1973     | Hard Rock, Progressive Rock                    |                       |
| The Blue Ridge Rangers                             | John Fogerty               | Warner Bros.                             | April 1973         | Country-Rock, Folk-Rock                        |                       |
| The Dark Side of the Moon                          | Pink Floyd                 | Harvest, Capitol Records                 | 1. März 1973       | Artrock, Progressive Rock                      |                       |
| The Free Electric Band                             | Albert Hammond             | Mums Records                             | 1973               | Softrock                                       |                       |
| The Sweet                                          | The Sweet                  | Bell Records                             | Juli 1973          | Glam Rock                                      |                       |
| The Wild, the Innocent & the E Street Shuffle      | Bruce Springsteen          | Columbia Records                         | 11. September 1973 | Rock                                           |                       |
| Tubular Bells                                      | Mike Oldfield              | Virgin Records                           | 25. Mai 1973       | Progressive Rock                               | Debütalbum            |
| Uriah Heep Live                                    | Uriah Heep                 | Bronze Records, Island Records           | 11. Mai 1973       | Hard Rock, Progressive Rock                    | Livealbum             |
| Who Do We Think We Are                             | Deep Purple                | Purple Records, EMI                      | Februar 1973       | Hard Rock, Bluesrock, Psychedelic Rock         |                       |

## Geboren

### Januar
- 12. Januar: Luís Antunes Pena, portugiesischer Komponist für elektronische und instrumentale Musik
- 17. Januar: Adrian Hates, deutscher Rockmusiker und Produzent
- 18. Januar: Luther Dickinson, US-amerikanischer Blues- und Rockmusiker und Produzent
- 22. Januar: Hannah Mancini, US-amerikanische Sängerin
- 23. Januar: Youddiph, russische Sängerin
- 26. Januar: Luke Vibert, britischer Musiker
- 27. Januar: Ritchy Fondermann, deutscher Musiker, Schriftsteller, Musik- und Videoproduzent
- 31. Januar: Linus Volkmann, deutscher Autor und Musikjournalist

### Februar
- 02. Februar: Bürger Lars Dietrich, deutscher Musiker und Komiker
- 05. Februar: Mitch Keller, deutscher Musiker und Singer-Songwriter
- 05. Februar: Trijntje Oosterhuis, niederländische Jazz- und Popsängerin
- 06. Februar: Chris Braide, britischer Sänger, Komponist, Songwriter und Musikproduzent
- 15. Februar: Mola Adebisi, deutscher Fernsehmoderator, Schauspieler und Sänger
- 22. Februar: Scott Phillips, US-amerikanischer Schlagzeuger
- 23. Februar: Duilio, italienischsprachiger Schweizer Sänger

### März
- 01. März: Ryan Peake, kanadischer Rockgitarrist
- 02. März: Matija Dedić, kroatischer Jazzpianist († 2025)
- 05. März: Jörg Bausch, deutscher Schlagersänger
- 06. März: Pietro Massa, italienischer Pianist und Musikwissenschaftler
- 07. März: Trey Lee, kanadischer Cellist
- 08. März: Anneke van Giersbergen, niederländische Sängerin und Gitarristin
- 09. März: AZ, US-amerikanischer Rapper
- 09. März: Rona Hartner, rumänische Schauspielerin, Sängerin, Komponistin und Texterin († 2023)
- 10. März: Izumi Kimura, japanische Pianistin
- 10. März: Dan Swanö, schwedischer Musikproduzent, Sänger und Multiinstrumentalist
- 12. März: Tim Fischer, deutscher Chansonnier
- 13. März: David Draiman, US-amerikanischer Metalsänger
- 13. März: Eloy de Jong, niederländischer Sänger
- 17. März: Caroline Corr, irische Schlagzeugerin und Sängerin
- 19. März: Silvan Zingg, Schweizer Boogie-Pianist
- 24. März: Samuli Mikkonen, finnischer Jazzpianist und -komponist
- 25. März: Anders Fridén, schwedischer Metalsänger
- 28. März: Spax, deutscher Rapper

### April
- 03. April: Andreas Carlsson, schwedischer Musikproduzent und Songwriter
- 05. April: Pharrell Williams, US-amerikanischer Rapper und Musikproduzent
- 13. April: Sören Mund, deutscher Musikproduzent
- 20. April: Gabry Ponte, italienischer DJ und Musikproduzent
- 22. April: Max Herre, deutscher Rapper, Singer-Songwriter und Musikproduzent
- 24. April: Brian Marshall, US-amerikanischer Rockbassist
- 25. April: Georg Breinschmid, österreichischer Kontrabassist, Komponist und Jazz-Musiker
- 26. April: Folke Nauta, niederländischer Pianist († 2023)
- 26. April: Yossi Reshef, Konzertpianist, Pädagoge und Dirigent
- 29. April: Johan Hegg, schwedischer Metalsänger
- 29. April: Martin Kesici, deutscher Popmusiker

### Mai
- 03. Mai: Rea Garvey, irischer Sänger und Gitarrist
- 13. Mai: Ill-Young Kim, deutscher Musiker, Moderator und Schauspieler
- 17. Mai: Sasha Alexander, US-amerikanische Film- und Fernsehschauspielerin
- 17. Mai: Josh Homme, US-amerikanischer Rockmusiker, Musikproduzent
- 24. Mai: Jill Johnson, schwedische Sängerin von Country-Musik
- 24. Mai: Ruslana Lyschytschko, ukrainische Sängerin, Tänzerin, Produzentin, Komponistin und Aktivistin

### Juni
- 03. Juni: Vladimir Safatle, brasilianischer Philosoph, Schriftsteller und Musiker
- 05. Juni: Daniel Gildenlöw, schwedischer Musiker und Songschreiber
- 10. Juni: Gülyanaq Məmmədova, aserbaidschanische Sängerin
- 11. Juni: Joy Denalane, deutsche Musikerin
- 11. Juni: Vanessa Wagner, französische Pianistin
- 13. Juni: Kasia Kowalska, polnische Sängerin, Songwriterin, Komponistin, Musikproduzentin und Schauspielerin
- 14. Juni: DJ Marky, brasilianischer Drum-and-Bass-DJ und Musikproduzent
- 16. Juni: Thomas Dutronc, französischer Gitarrist und Sänger
- 20. Juni: Chino Moreno, US-amerikanischer Metalsänger
- 21. Juni: Juliette Lewis, US-amerikanische Schauspielerin und Sängerin
- 23. Juni: Marie N, lettische Pop- und Musicalsängerin
- 25. Juni: Nuno Resende, portugiesischer Sänger
- 25. Juni: Jean-François Robert, französischer Fotokünstler, Schriftsteller und Musiker
- 27. Juni: Lars Nippa, deutscher Schlagzeuger, Sänger, Songwriter, Produzent und Sound Engineer

### Juli
- 04. Juli: Gackt, japanischer Musiker und Schauspieler
- 15. Juli: Ernesto Jodos, argentinischer Jazzmusiker (Piano, Komposition)
- 16. Juli: Miss Kittin, französische DJ, Sängerin und Musikproduzentin
- 17. Juli: Borislav Slavov, bulgarischer Komponist
- 25. Juli: Rui Bandeira, portugiesischer Popsänger
- 30. Juli: Sonu Nigam, indischer Musiker und Sänger

### August
- 08. August: Scott Stapp, US-amerikanischer Musiker
- 09. August: Moguai, deutscher Musikproduzent und DJ
- 09. August: Oleksandr Ponomarjow, ukrainischer Sänger
- 10. August: Ziska Riemann, deutsche Comic-Zeichnerin, Filmregisseurin, Drehbuchautorin und Musikerin
- 13. August: Frank Müller-Brys, deutscher Musikpädagoge, Kantor und Komponist
- 13. August: Einar Ágúst Víðisson, isländischer Popsänger und Hörfunkmoderator
- 22. August: Howie Dorough, US-amerikanischer Sänger (Backstreet Boys)
- 25. August: Hayko, armenischer Popsänger und Filmkomponist († 2021)

### September
- 03. September: Jo Ambros, deutscher Jazzmusiker und Gitarrist
- 08. September: Troy Sanders, US-amerikanischer Metalbassist und -sänger
- 09. September: Daniel Aminati, deutscher Schauspieler, Sänger und Fernsehmoderator
- 14. September: Nasir Jones, US-amerikanischer Rap-Musiker
- 18. September: Amiram Eini, norwegisch-israelisches Model und Musiker
- 23. September: Gilda Razani, deutsch-iranische Musikerin (Saxophon, Theremin), Komponistin und Musikproduzentin

### Oktober
- 02. Oktober: Ferris MC, deutscher Musiker, Rapper und Schauspieler
- 02. Oktober: Lene Nystrøm, norwegische Sängerin, Musikerin und Schauspielerin
- 02. Oktober: Verka Serduchka, ukrainischer Sänger, Komödiant, Komponist und Fernsehmoderator
- 03. Oktober: Torben Miehle, deutscher Musiker, Schauspieler und Filmregisseur
- 08. Oktober: Sarah Kirkland Snider, US-amerikanische Komponistin
- 16. Oktober: Philipp Hochmair, österreichischer Schauspieler und Musiker
- 27. Oktober: Jessica Andersson, schwedische Sängerin
- 27. Oktober: Karol Beffa, französischer Pianist und Komponist
- 28. Oktober: Fabian Römer, Schweizer Musiker und Filmkomponist

### November
- 03. November: Eivind Austad, norwegischer Jazzmusiker (Piano, Komposition)
- 04. November: Arne Van Petegem, belgischer Musiker
- 05. November: Emmanuelle Bertrand, französische Cellistin
- 08. November: Katherine Broder, schweizerische Karateka und Managerin und Singer-Songwriterin
- 09. November: Kofi Ansuhenne, deutscher Musiker, Songschreiber und Musikproduzent
- 12. November: Mayte Garcia, US-amerikanische Sängerin und Schauspielerin
- 14. November: Ayla Çelik, türkische Popsängerin und Songwriterin
- 26. November: Maria Serrano Serrano, spanisch-deutsche Sängerin, Tänzerin, Model und Krankenschwester († 2001)
- 27. November: Tinka Milinović, bosnisch-herzegowinische Sängerin und Moderatorin
- 30. November: John Moyer, US-amerikanischer Metalbassist

### Dezember
- 04. Dezember: Mina Caputo, US-amerikanischer Rocksängerin als Keith Caputo
- 05. Dezember: Elizabeth Pitcairn, US-amerikanische Violinistin
- 08. Dezember: Corey Taylor, US-amerikanischer Rockmusiker
- 10. Dezember: Thomas Tofthagen, norwegischer Rockgitarrist
- 11. Dezember: Daniel „Booxy“ Aebi, Schweizer Musiker
- 18. Dezember: Christian Jaksjø, norwegischer Jazzmusiker und Komponist
- 21. Dezember: Quinsin Nachoff, kanadisch-amerikanischer Jazzmusiker (Tenorsaxophon, Klarinette, Komposition)
- 21. Dezember: Karmen Stavec, slowenische Popsängerin
- 27. Dezember: Bert Appermont, belgischer Komponist und Musiker
- 30. Dezember: Sławomir Zamuszko, polnischer Bratschist, Komponist und Musikpädagoge
- 31. Dezember: Kai Hahto, finnischer Schlagzeuger

### Genaues Geburtsdatum unbekannt
- Philipp Amelung, deutscher Dirigent und Universitätsmusikdirektor
- Thommy Andersson, schwedischer Jazzmusiker (Kontrabass, Komposition)
- Mehmet Badan, deutscher Musik und Perkussionist
- Frédéric Blondy, französischer Jazz- und Improvisationsmusiker (Piano)
- Dieb13, österreichischer Improvisationsmusiker
- DQ, dänischer Sänger und Travestiekünstler
- Julien Favreuille, französischer Saxophonist († 2025)
- Robert Galic, deutscher Musiker, Produzent und DJ
- Gülseren, türkisch-französische Sängerin und Türkischlehrerin
- Mickey Harte, irischer Popsänger
- Gereon Krahforst, deutscher Kirchenmusiker und Komponist
- Swantje Lampert, österreichische Jazzmusikerin (Tenorsaxophon, Komposition)
- Nikolaj Torp Larsen, dänischer Fusionmusiker (Keyboards, Komposition)
- Weiping Lin, taiwanische Geigerin
- Andy Mayerl, österreichischer Bassist, Autor und Musikpädagoge
- Martin S. Müller, deutscher Kirchenmusiker, Komponist, Arrangeur, Chorleiter und Sänger
- Nick Mulder, australischer Jazzmusiker (Posaune) († 2024)
- Milan Nikolić, serbischer Jazzmusiker (Kontrabass)
- Ito Ogawa, japanische Schriftstellerin, Liedtexterin und Übersetzerin
- Mark Petering, US-amerikanischer Komponist und Musikpädagoge
- Nathalie Santamaria, französische Sängerin
- Jan Sonntag, deutscher Musiktherapeut
- Jan Wigger, deutscher Musikkritiker († 2024)

### Geboren um 1973
- Nick Ramm, britischer Fusion- und Jazzmusiker (Keyboards, Komposition)

## Gestorben

### Januar
- 21. Januar: William Wernigk, österreichischer Opernsänger (Tenor) (* 1894)
- 23. Januar: Kid Ory, US-amerikanischer Musiker (* 1886)

### Februar
- 03. Februar: Edward Lockspeiser, britischer Musikwissenschaftler, Musikkritiker und Komponist (* 1905)
- 04. Februar: Rolando Alarcón, chilenischer Sänger und Komponist (* 1929)
- 12. Februar: Benjamin Frankel, englischer Komponist (* 1906)
- 17. Februar: Pixinguinha, brasilianischer Musiker (* 1897)
- 28. Februar: Terig Tucci, argentinischer Komponist, Violinist, Pianist und Mandolinist (* 1897)

### März
- 13. März: Doug Bragg, US-amerikanischer Country- und Rockabilly-Musiker (* 1928)
- 21. März: Antoni Szałowski, polnisch-französischer Komponist (* 1907)
- 26. März: Əhməd Bakıxanov, aserbaidschanischer Tarspieler und Musikpädagoge (* 1892)
- 26. März: Noël Coward, englischer Schauspieler, Schriftsteller und Komponist (* 1899)
- 27. März: Bojan Ikonomow, bulgarischer Komponist (* 1900)
- 31. März: Kurt Thomas, deutscher Komponist und Chorleiter (* 1904)

### April
- 02. April: Achim Stoia, rumänischer Komponist, Dirigent, Hochschullehrer und Musikethnologe (* 1910)
- 13. April: Charles-Marie Courboin, US-amerikanischer Organist (* 1884)
- 18. April: Willie The Lion Smith, US-amerikanischer Jazz-Pianist und -Komponist (* 1893)
- 22. April: Emil Rameis, österreichischer Komponist und Dirigent (* 1904)
- 27. April: Roger Filiatrault, kanadischer Sänger (Bariton) und Musikpädagoge (* 1905)

### Mai
- 04. Mai: César Pérez Sentenat, kubanischer Pianist und Komponist (* 1896)
- 06. Mai: Ernest MacMillan, kanadischer Komponist, Dirigent, Organist und Musikpädagoge (* 1893)
- 09. Mai: Mark Wessel, US-amerikanischer Komponist, Pianist und Musikpädagoge (* 1894)
- 11. Mai: Odd Grüner-Hegge, norwegischer Komponist, Dirigent und Pianist (* 1899)
- 14. Mai: Elmer Snowden, US-amerikanischer Banjospieler, Bandleader und Musikunternehmer (* 1900)
- 16. Mai: Robert Bréard, französischer Komponist (* 1894)
- 21. Mai: František Bartoš, böhmischer Komponist (* 1905)
- 21. Mai: Vaughn Monroe, US-amerikanischer Sänger, Bandleader und Trompeter (* 1911)
- 29. Mai: P. Ramlee, malaysischer Sänger und Songwriter (* 1929)
- 31. Mai: Paul White, US-amerikanischer Komponist, Dirigent, Geiger und Musikpädagoge (* 1895)
- 00. Mai: Smoky Babe, US-amerikanischer Bluesmusiker (* 1927)

### Juni
- 09. Juni: Fritz Morel, Schweizer Organist, Komponist, Musikpädagoge und Autor (* 1900)
- 26. Juni: John Cranko, britischer Choreograf und Tanzregisseur (* 1927)
- 26. Juni: Peter Zauner, österreichischer Kapellmeister, Kirchenmusiker, Musiklehrer und Komponist (* 1886)

### Juli
- 04. Juli: Erwin Leuchter, argentinischer Musikwissenschaftler und Dirigent (* 1902)
- 06. Juli: Adolfo Mejía, kolumbianischer Komponist (* 1905)
- 12. Juli: Alexander Mossolow, russischer Komponist (* 1900)
- 13. Juli: Marțian Negrea, rumänischer Komponist (* 1893)
- 14. Juli: Rudolf Bella, ungarischer Komponist (* 1890)
- 10. Juli: Karl Adler, deutscher Musikwissenschaftler (* 1890)
- 14. Juli: Clarence White, US-amerikanischer Bluegrass-Musiker (* 1944)
- 31. Juli: George Maybee, kanadischer Organist, Chorleiter und Musikpädagoge (* 1913)

### August
- 01. August: Gian Francesco Malipiero, italienischer Komponist und Musikwissenschaftler (* 1882)
- 06. August: Memphis Minnie, US-amerikanische Bluesmusikerin (* 1897)
- 11. August: Noël Brunet, kanadischer Geiger und Violinlehrer (* 1916)

### September
- 09. September: Céliny Chailley-Richez, französische Pianistin und Musikpädagogin (* 1884)
- 10. September: Allan Gray|Info=österreichischstämmiger Komponist in Deutschland und Großbritannien (* 1902)
- 15. September: Yves Dautun, französischer Komponist, Schriftsteller und Faschist (* 1903)
- 16. September: Víctor Jara, chilenischer Sänger, Musiker und Theaterregisseur (* 1932)
- 18. September: Adam Adrio, deutscher Musikwissenschaftler (* 1901)
- 19. September: Gram Parsons, US-amerikanischer Musiker (Country-Rock) (* 1946)
- 20. September: Jim Croce, US-amerikanischer Singer-Songwriter (* 1943)
- 20. September: Ben Webster, US-amerikanischer Jazz-Musiker (* 1909)
- 22. September: Fritz Gersbach, Schweizer Chorleiter und Komponist (* 1894)
- 30. September: Walter Abendroth, deutscher Komponist, Redakteur, Musikschriftsteller (* 1896)

### Oktober
- 04. Oktober: Joseph-Élie Savaria, kanadischer Organist und Musikpädagoge (* 1886)
- 06. Oktober: Arnold Walter, tschechisch-kanadischer Musikpädagoge und -schriftsteller (* 1902)
- 15. Oktober: Hannah Sylvester, US-amerikanische Bluessängerin (* 1903)
- 16. Oktober: Gene Krupa, US-amerikanischer Jazz-Schlagzeuger und Bandleader (* 1909)
- 17. Oktober: Wilhelm Hagemann, deutscher Schachproblemkomponist (* 1899)

### November
- 13. November: Bruno Maderna, italienischer Komponist und Dirigent (* 1920)
- 18. November: Alois Hába, tschechischer Komponist (* 1893)
- 23. November: José Alfredo Jiménez, mexikanischer Sänger und Komponist (* 1926)
- 26. November: John Rostill, britischer Musiker (* 1942)

### Dezember
- 09. Dezember: Harry Isaacs, englischer Pianist und Musikpädagoge (* 1902)
- 07. Dezember: Gordon Beecher, US-amerikanischer Marine-Vizeadmiral und Komponist (* 1904)
- 12. Dezember: Erwin Ratz, österreichischer Musiktheoretiker und Musikwissenschaftler (* 1898)
- 20. Dezember: Bobby Darin, US-amerikanischer Popmusiker (* 1936)
- 28. Dezember: Rudi Schuricke, deutscher Sänger und Schauspieler (* 1913)
- 30. Dezember: Henri Büsser, französischer Komponist (* 1872)

### Genaues Todesdatum unbekannt
- Sofija Nikolajewna Beljajewa-Eksempljarskaja, russische bzw. sowjetische Musikwissenschaftlerin, Psychologin und Hochschullehrerin (* 1895)